# Conjecture de Herzog-Schönheim
En mathématiques, la conjecture de Herzog-Schönheim est un problème de combinatoire et de théorie des groupes, dont la résolution généraliserait à un groupe quelconque le théorème de Mirsky-Newman sur les systèmes couvrant, valable pour le groupe ℤ des entiers relatifs.

## Énoncé
Soient G un groupe et {a1G1, … , akGk} (k > 1) une partition finie de G par des classes à gauches suivant des sous-groupes G1, … , Gk. Marcel Herzog et Jochanan Schönheim ont conjecturé que les indices (finis) [G:G1], … , [G:Gk] ne peuvent être tous distincts.

## Groupes pyramidaux
Berger, Felzenbaum et Frankel ont démontré cette conjecture dans le cas où G est un groupe fini « pyramidal », c'est-à-dire qu'il existe une suite de sous-groupes
telle que pour chaque k < n, l'indice [Gk:Gk +1] soit le plus petit facteur premier de l'ordre de Gk (ce qui implique que Gk +1 est normal dans Gk, donc que G est résoluble).
Tout groupe fini super-résoluble est pyramidal et tout groupe nilpotent de type fini est super-résoluble.

## Sous-groupes sous-normaux
Plus généralement, Zhi Wei Sun a démontré la conjecture sous la seule hypothèse que les sous-groupes Gi sont sous-normaux dans G (ce qui ne nécessite plus que G soit fini, et s’applique en particulier à G = ℤ), et en supposant seulement que les classes aiGi forment, au lieu d'une partition, un système « exactement couvrant », ou « uniforme », c'est-à-dire que le nombre de ces classes auxquelles un élément de G appartient est indépendant de cet élément, mais pas forcément égal à 1.
Il utilise entre autres le lemme de base suivant : si G1, … , Gk sont des sous-groupes sous-normaux d'indices finis dans G, alors